# Paramo (ecosistema)

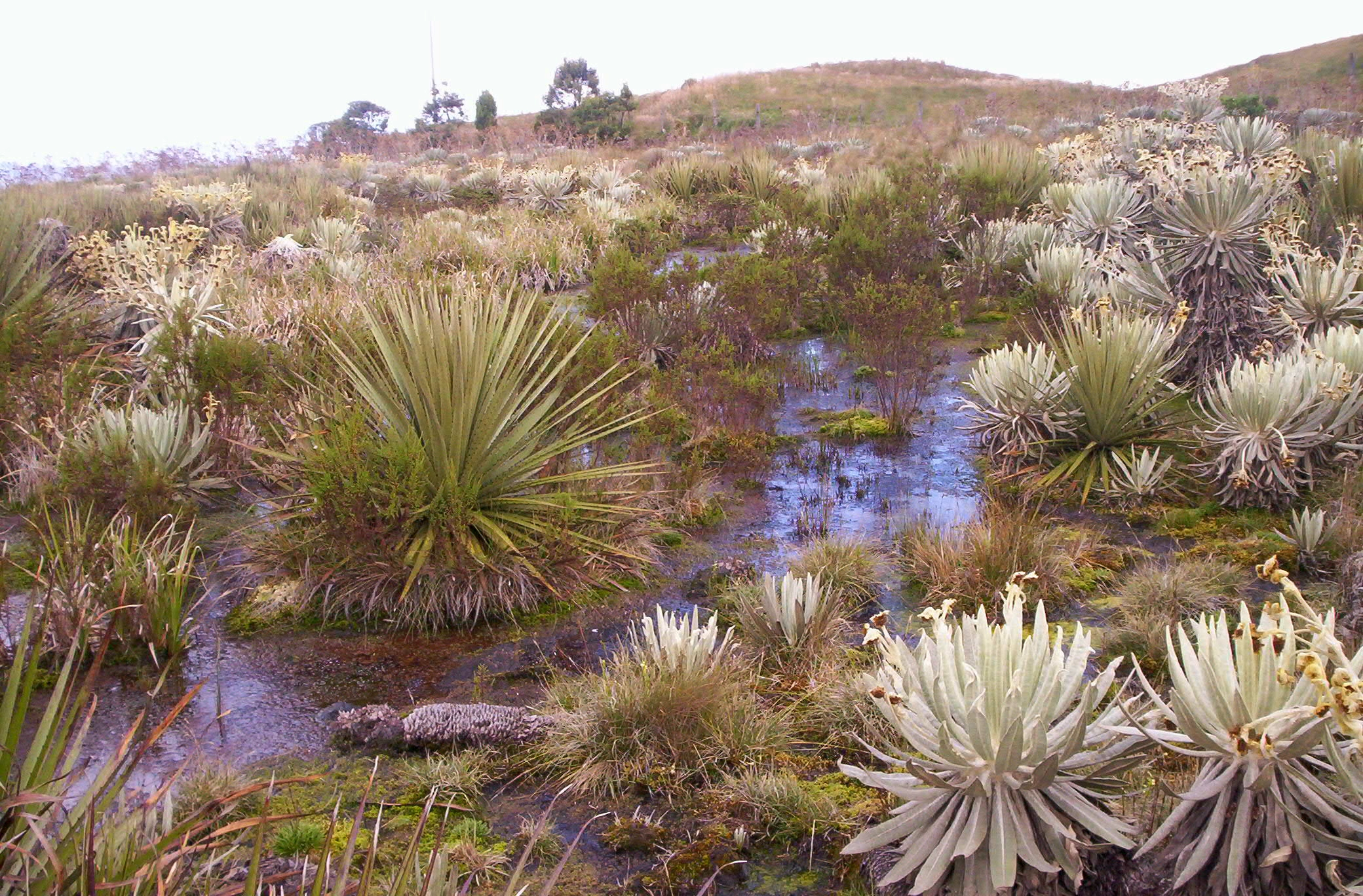
Paramo di Rabanal
(Boyacá, Colombia)

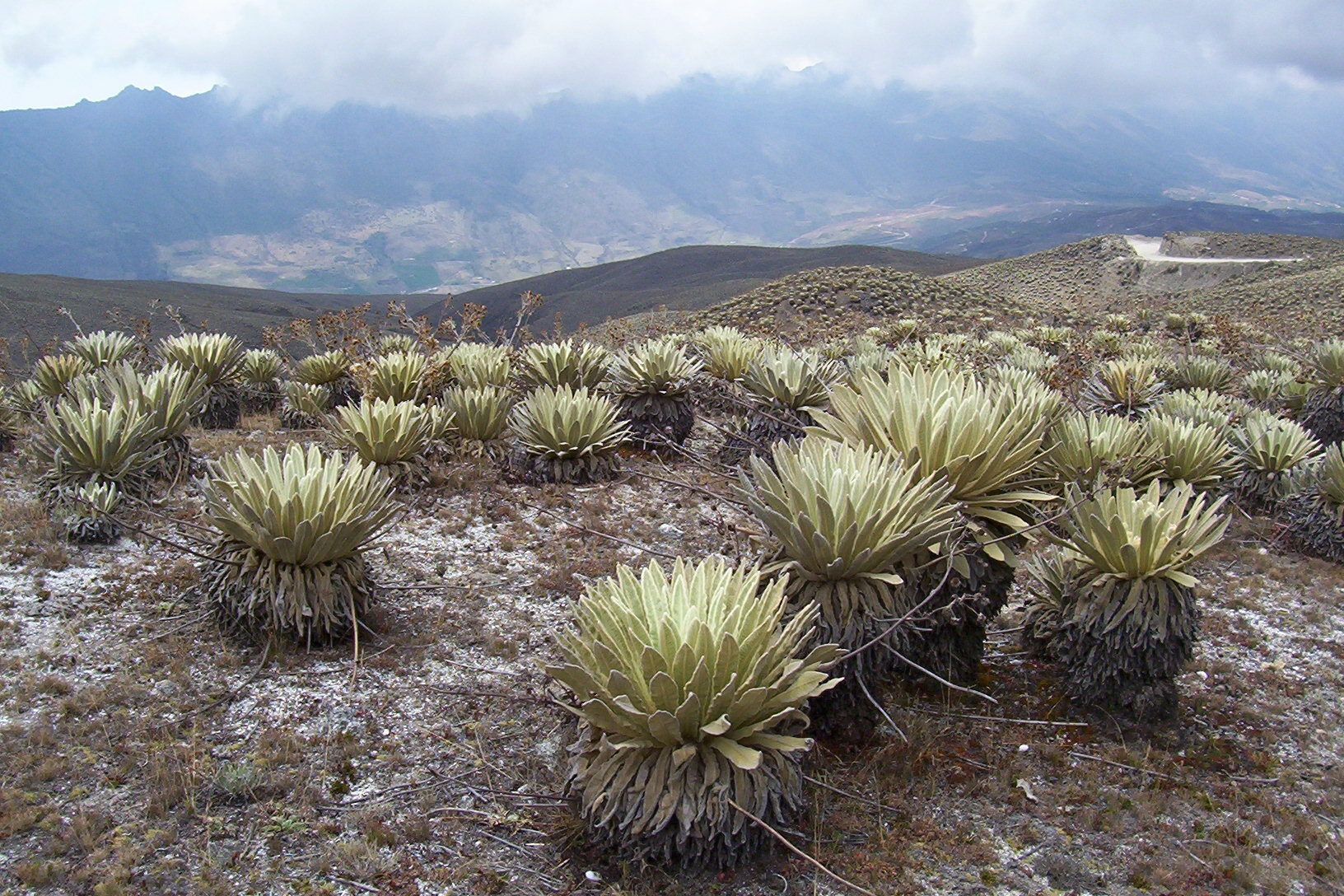
Paramo di Piedras Blancas
(Mérida, Venezuela)

I parami (pron. pàrami) sono ecosistemi montani, discontinui, situati nella cordigliera delle Ande, approssimativamente tra i 2900 m s.l.m. fino alla linea delle nevi perpetue, intorno ai 5000 m s.l.m. Geograficamente si situano dalla Colombia fino al nord del Perù. Esistono anche piccole estensioni di paramo sia in Costa Rica che Panama.
In Venezuela, Colombia e al nord dell'Ecuador sono caratterizzati dalla presenza dei frailejones, specie erbacee perenni del genere Espeletia (Asteraceae).
Ecosistemi simili, ma con distinti nomi locali, si trovano in Africa orientale, in Papua Nuova Guinea e in altre aree tropicali a quote molto elevate.

## Estensione

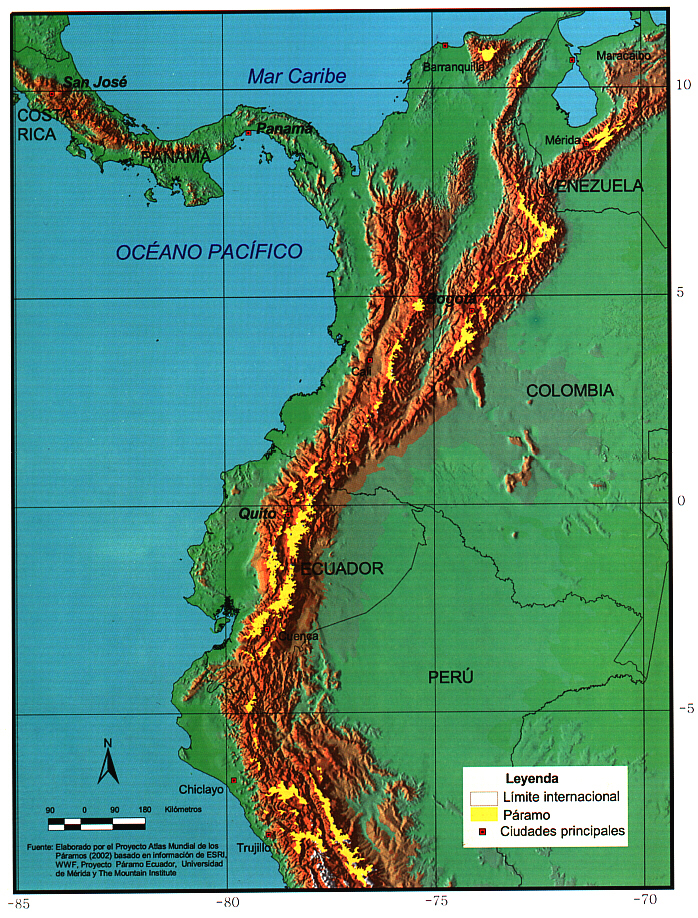
Localizzazione (in giallo) dei parami in America (Hofstede et al., 2003)

In termini assoluti, la Colombia possiede la maggiore estensione di paramo, soprattutto nei suoi tre capestri della Cordigliera delle Ande, e il paramo più grande del mondo, il Sumapaz, possedendo vicino al 50 percento del totale delle lande esistenti. Al sud della depressione di Huancabamba, in Perù, e al nord della Cordigliera di Talamanca, in Costa Rica, la landa cede passo alla punuas e allo Zacatonal, rispettivamente, ecosistemi più secchi e stagionali, dominati dalle graminacee.
In tutta la sua estensione sudamericana, la landa copre una superficie di circa 30.000 km². Il paese con maggiore superficie del suo territorio coperta da lande è l'Ecuador.

## Tipologia

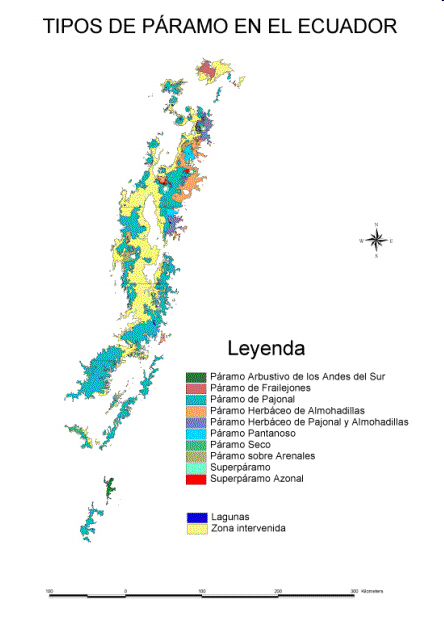
Mappa dei differenti tipi di paramo in Ecuador (ver Mena et al. en la bibliografía)

Malgrado si possa parlare della landa in tutta la sua estensione, la sua bio diversità è notevole. L'immagine più comune di una landa è quella di un pajonal picchiettato di specie arbustive, lagune e pantani, con grandi nevicate di fondo. Ma la landa in pajonal non è l'unica.
Specialmente in Venezuela e Colombia, ma anche nella parte nord dell'Ecuador, i frailejones del genere Espeletia ed altri vicini, dominano chiaramente la vegetazione. Queste grandi piante con una rosa di foglie grandi e pelose su un tronco lungo danno al paesaggio un aspetto unico. Altri tipi di paramo hanno a che vedere con la precipitazione: vi sono lande eccessivamente umide, specialmente quelle che danno verso il versante amazzonico delle Ande, e lande abbastanza secche, come quelli del Chimborazo, in Ecuador. La parte più alta delle lande, vicino alle nevi eterne, si denomina superparamo ed è formato da un suolo roccioso scarsamente ricoperto da piante molto resistenti.
In Colombia ed il Venezuela si considera la landa essenzialmente come ecosistema naturale con scarso impatto antropico.  In Perù, ma soprattutto in Ecuador, si considera che il pajonal più esteso sia stato prodotto a causa di un'azione antrópica che ha trasformato boschi, cespugli e zone umide in pajonales. Questo, tuttavia, non vuole dire che un pajonal sia un ecosistema necessariamente degradato e povero.

### Ecoregioni
La classificazione del World Wildlife Fund (WWF) riconosce le seguenti ecoregioni:
- Páramo della Cordigliera Centrale (NT1004): si estende dal sud dell'Ecuador al nord del Perù
- Páramo della Cordillera di Merida (NT1005), situato nella parte occidentale del Venezuela
- Páramo delle Ande settentrionali (NT1006), esteso dalla Colombia all'Ecuador
- Páramo di Santa Marta (NT1007), ubicato nel nord della Colombia, nella Sierra Nevada di Santa Marta

## Parami centroamericani
I parami comprendono uno dei meno rappresentati, e contemporaneamente, più minacciati ecosistemi neotropici. Poiché questo tipo di habitat è raro, per questo è il più minacciato nella regione di Centro Americana. La rarità delle lande a parami centroamericane si deve al fatto che tale ecosistema appare ad elevazioni superiori ai 3000 m s.l.m., al di sopra della linea degli alberi. In Costa Rica e a Panamà le montagne con tale elevazione sono molto rare. (Luteyn 2005). D'altra parte, la fragilità dei parami è dovuta anche alla loro limitata estensione geografica, e alla forte pressione demografica. Questa condizione si traduce nella possibilità di perdere, con il tempo, parte della biodiversità situata in queste regioni montagnose tropicali.

## Climatologia
Ai tropici, ad elevate altitudini, si genera un clima speciale che può riassumersi con la frase: "inverno tutte le notti ed estate tutti i giorni".
La minore densità della pressione atmosferica, comune delle grandi altitudini, consente una maggiore intensità della radiazione ultravioletta e simultaneamente una maggiore dispersione dell'energia luminosa, specialmente nell'infrarosso, la radiazione che contribuisce a mantenere caldo il pianeta. Come conseguenza la pelle umana si scotta molto facilmente seppur in presenza di un clima generalmente freddo, specialmente all'alba.
La stagionalità giornaliera delle lande è approssimativamente simile alla stagionalità annuale propria di latitudini temperate e polari. Una delle conseguenze, è che, alcuni animali, come i colibrí del Chimborazo, gli Oreotrochilus stella, "svernano" durante le ore più fredde. Alcuni insetti, sono attivi solo nelle ore dell'alba o del crepuscolo, quando le radiazioni sono tollerabili e non fa ancora troppo caldo. Il clima particolarmente instabile della landa, inoltre è sia piovoso che nebbioso, anche se vi sono diverse ore di sole intenso.

## Geologia
I suoli dei parami sono in buona parte di recente origine glaciale e vulcanica, e molti di essi ancora in piena formazione. La struttura particolare di tale ecosistema si deve ad una combinazione di materia organica che si scompone molto lentamente nella cenere vulcanica in presenza di un clima freddo. Questo meccanismo è la base fondamentale per la formazione del paramo: l'importanza di questi suoli, della vegetazione che lo protegge, e della sua fragilità, sono temi che hanno iniziato ad essere presi in considerazione da vari punti di vista, trasformando il paramo in un ecosistema particolarmente fragile e strategico. In alcune lande i parami possono raggiungere diversi metri di spessore.

## Biota
In generale, la flora e la fauna dei parami si è adattata alla stagionalità giornaliera, al freddo, al ribasso della pressione atmosferica ed alla scarsa disponibilità d'acqua. Benché in molte lande l'acqua sia abbondante, questa non è sempre facilmente disponibile agli esseri viventi ivi presenti, soprattutto a causa della sua temperatura molto bassa; anche per questo la landa è stata definita alla stregua di una sorta di "deserto fisiologico".
Malgrado le montagne possiedano una biodiversità minore rispetto agli ecosistemi situati a quote inferiori, la landa possiede una quantità sorprendente di specie, molte delle quali endemiche. In questo luogo svernano diversi i gruppi di piante, uccelli e mammiferi. Un fenomeno interessante ma preoccupante che avviene nella landa, è la diminuzione o scomparsa di molte specie di anfibi, apparentemente dovuta al riscaldamento globale. Unico regno scarsamente rappresentato sono i rettili.

## Flora
In tutta l'estensione delle lande sudamericane sono presenti più di 4.000 specie di piante, con un 60% di endemismo ecosistemico. Le piante delle lande presentano una serie di adattamenti che permettono loro di sopravvivere in un ambiente piuttosto ostile. Molte hanno sia "cappelli" che conservano il caldo, che foglie dure in grado di evitare la perdita di acqua a causa dell'evaporazione e/o della traspirazione. In generale sono specie vegetali di forma tozza, adatte a proteggersi dal freddo ed dal vento, tra i quali possiamo annoverare i frailejones (Espeletia spp.) e le achupallas.
La famiglia di piante più importante sono le Asteraceae (che includono i frailejones), le Orchidacee e le Poaceae o graminacee. La specie possibilmente più ampiamente distribuita, l'erbacea Calamagrostis intermedia, appartiene a questa ultima. Altre famiglie importanti sono Apiaceae, Blechnaceae, Brassicaceae, Bromeliaceae, Campanulaceae, Cyperaceae, Dicranaceae, Dryopteridaceae, Ericaceae, Eriocaulaceae, Scrophulariaceae, Gentianaceae, Haloragaceae, Hypericaceae, Juncaceae, Lentibulariaceae, Licopodiaceae, Lobeliaceae, Loganiaceae, Melastomataceae, Onagraceae, Plantaginaceae, Rosaceae, Rubiaceae, Solanaceae, Violaceae e Valerianaceae. Malgrado gli alberi siano in generale scarsi, fino a 4.000 metri possono trovarsi boschi di yahuales o queñoa, ed altre specie arboree come il quishuar (Buddleja incana). Alcune di esse si sono trasformate in alimento comune delle popolazioni altoandine specialmente il melloco (Ullucus tuberosus), l'oca (Oxalis tuberosa), e la mashua (Tropaeolum tuberosum).

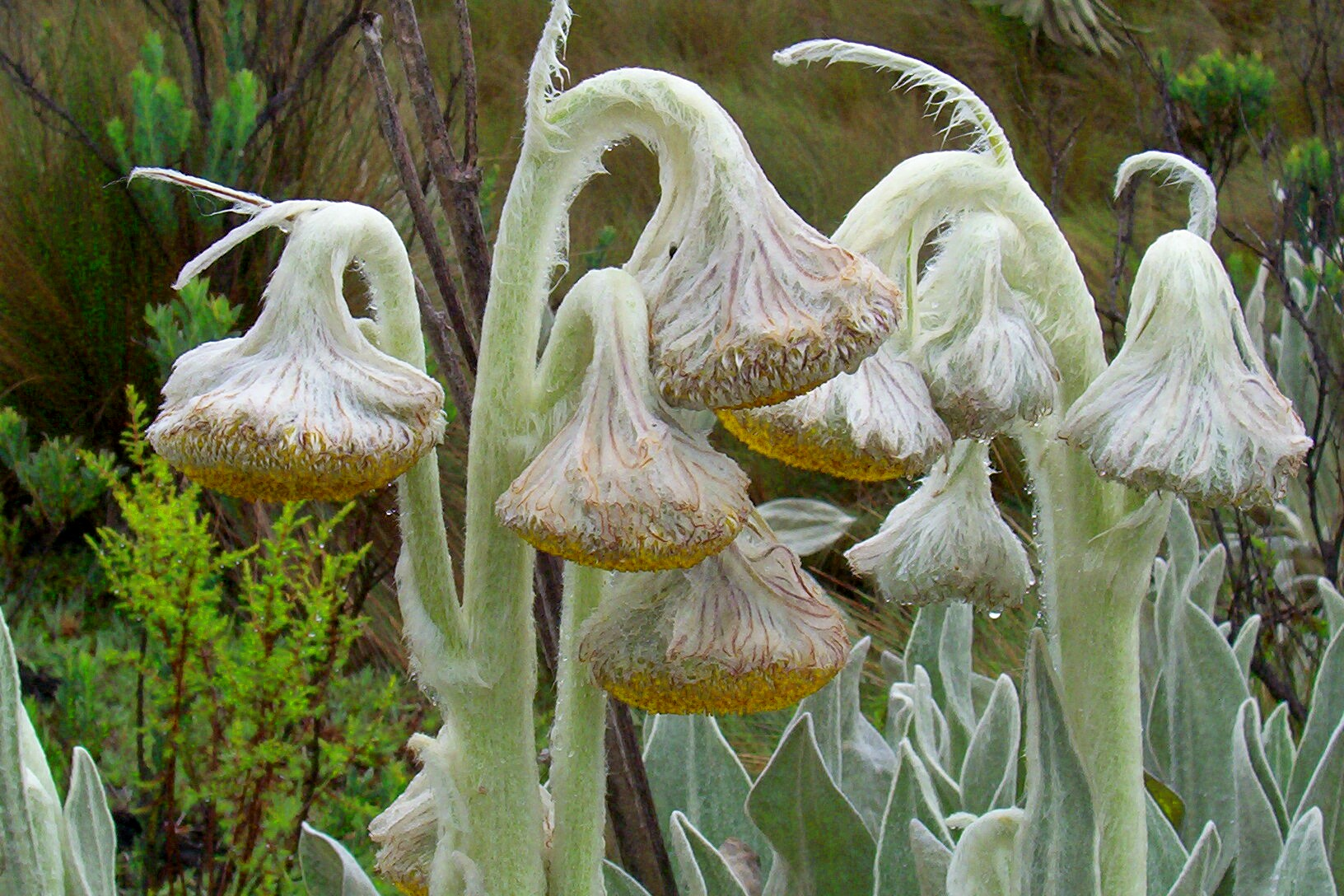
Una specie del gener Culcitium che mostra l'adattamento al clima paramero (Chiles, Carchi, Ecuador).
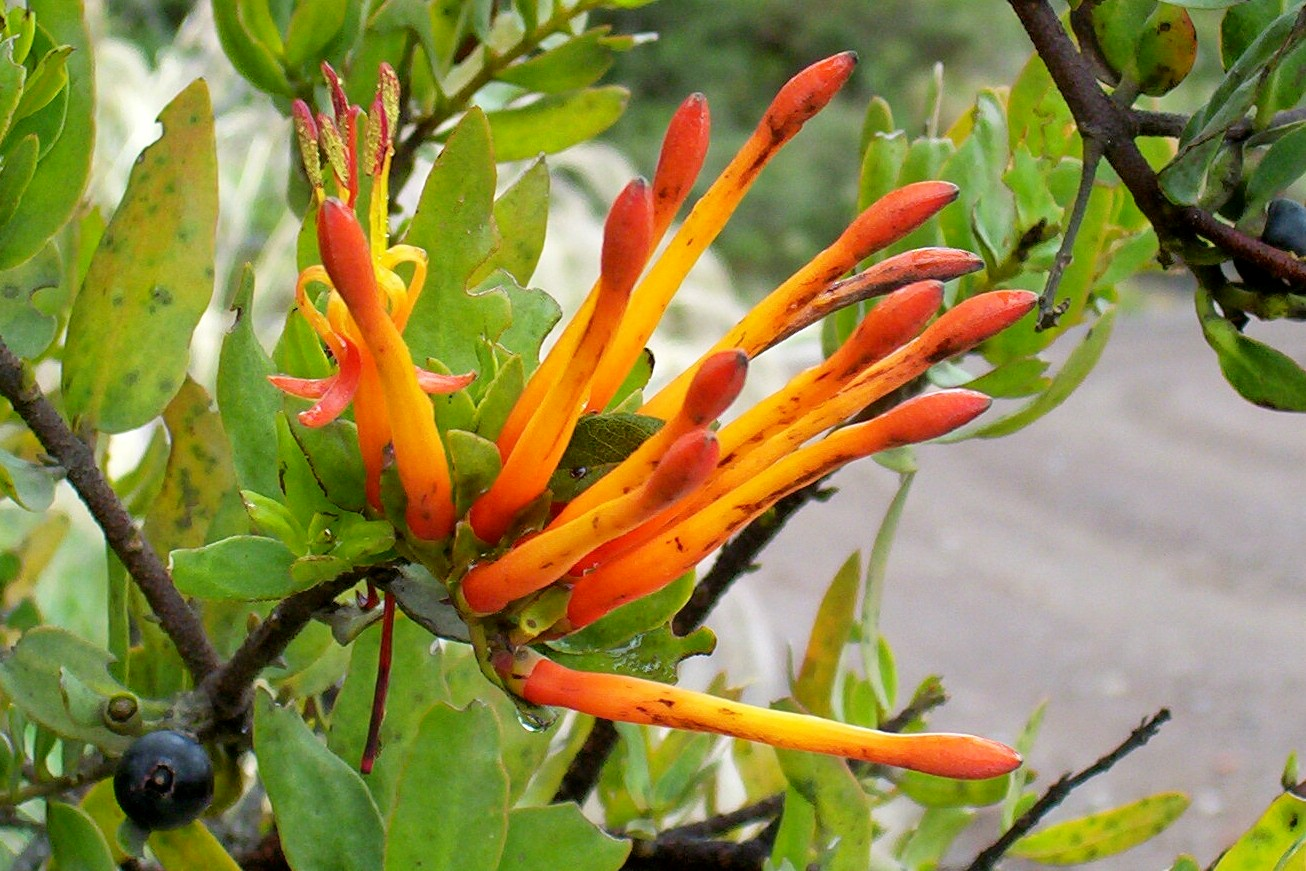
Fiori di Thristerix longebracteatum, una pianta parassita nel paramo di Chiles (Ecuador).

## Fauna
Anche gli animali presentano importanti adattamenti per conservare il caldo, i cui più comuni sono quelli etologici, come spessi manti e colori scuri.
Alcuni animali delle lande sono l'orso dagli occhiali, o Tremarctos ornatus, il lupo o volpe della landa, o Pseudalopex culpaeus, il coniglio, o Sylvilagus brasiliensis, il leopardo della landa, o Leopardus colocolo, il cervo dalla coda bianca, o Odocoileus virginianus, varie specie di roditori, il condor, o Vultur gryphus, e diverse specie di aquile, gabbiani, paperi, gufi e colibrí. Il rospo dell'Ecuador, chiamato  "jambato", o Atelopus ignescens, molto abbondante fino a pochi anni fa, ma, attualmente lo si può dire, di fatto, completamente estinto. Il genere di lucertole Stenocercus è uno dei pochi rappresentanti dei rettili. Neanche la fauna acquatica è molto diversa ed include anche il pesce gatto andino, con l'Astroblepus. La fauna degli invertebrati non è ancora ben conosciuta.

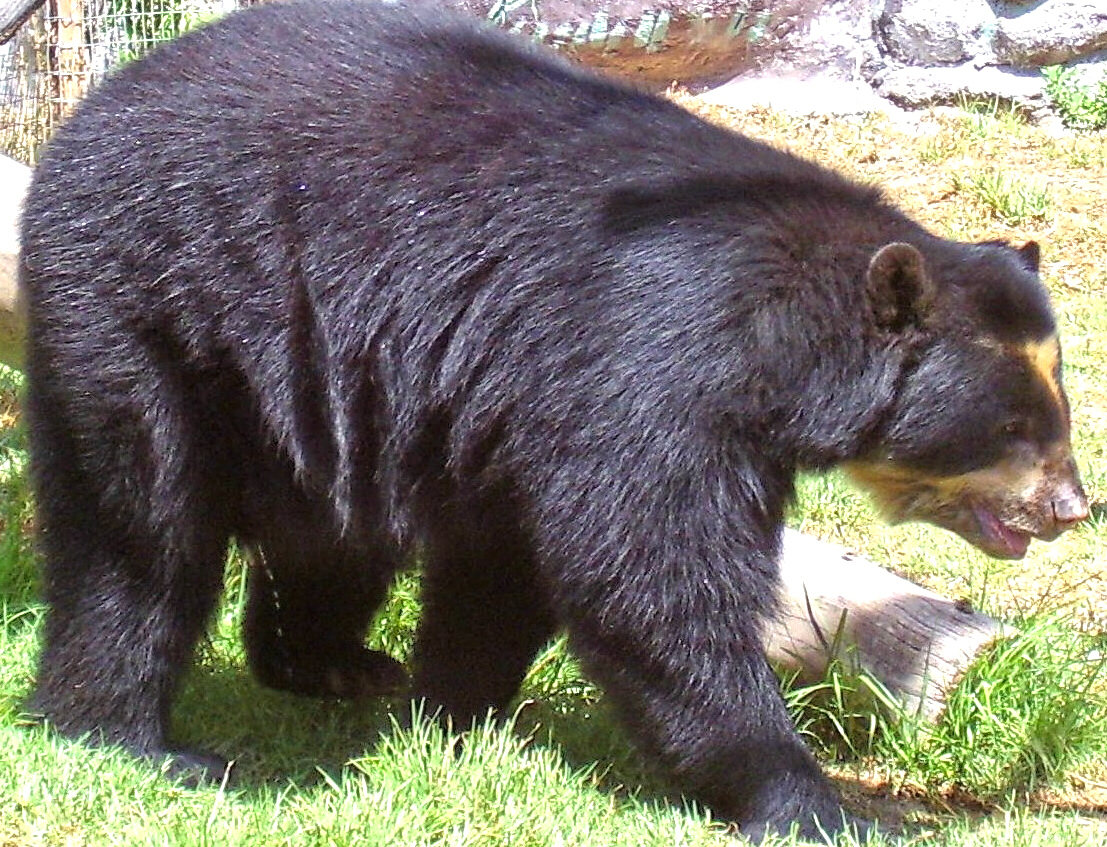
Orso de anteojos o andino (Tremarctos ornatus) nel zoologico di Guayllabamba (Quito, Ecuador).
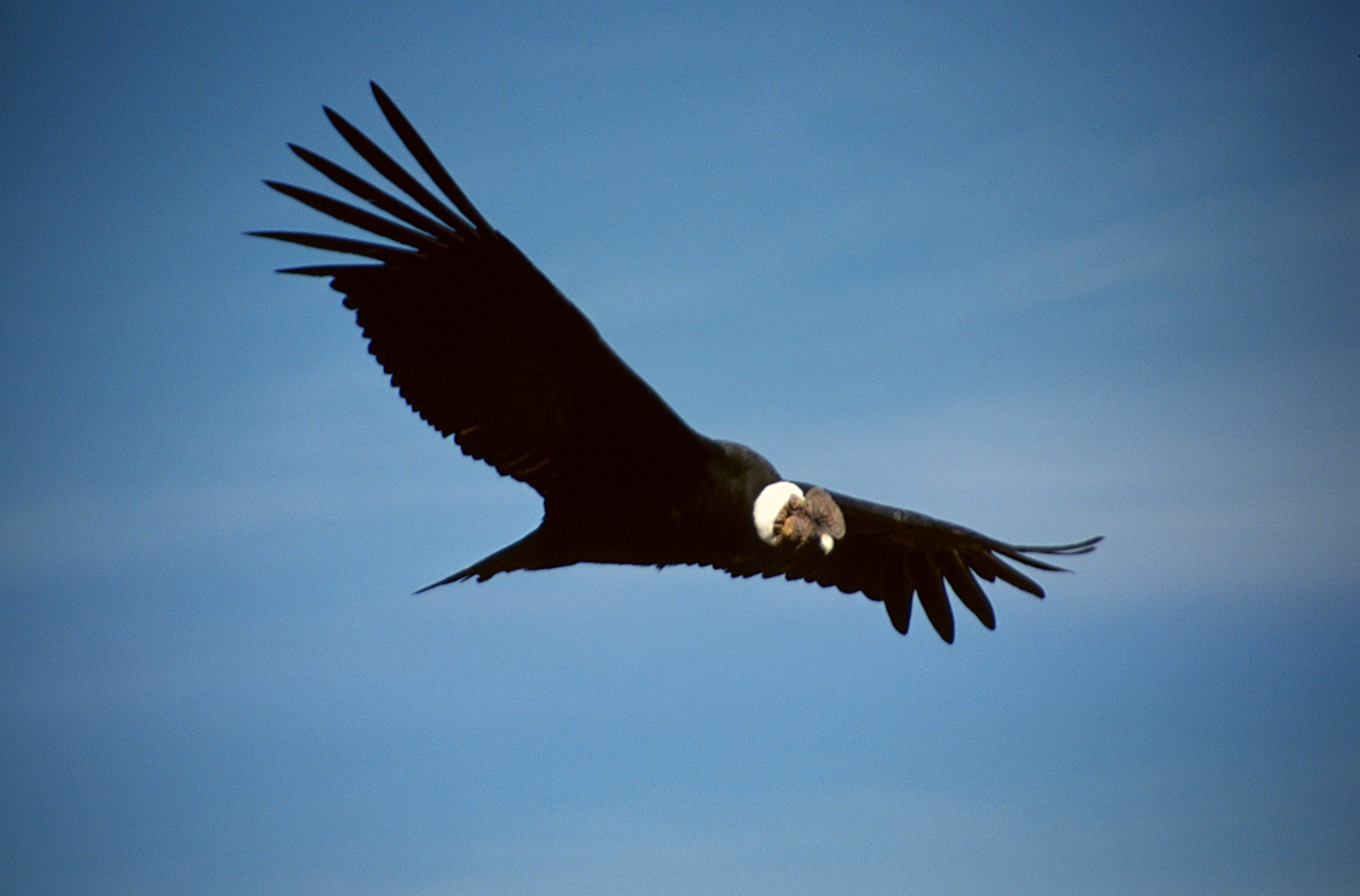
Cóndor andino (Vultur gryphus).
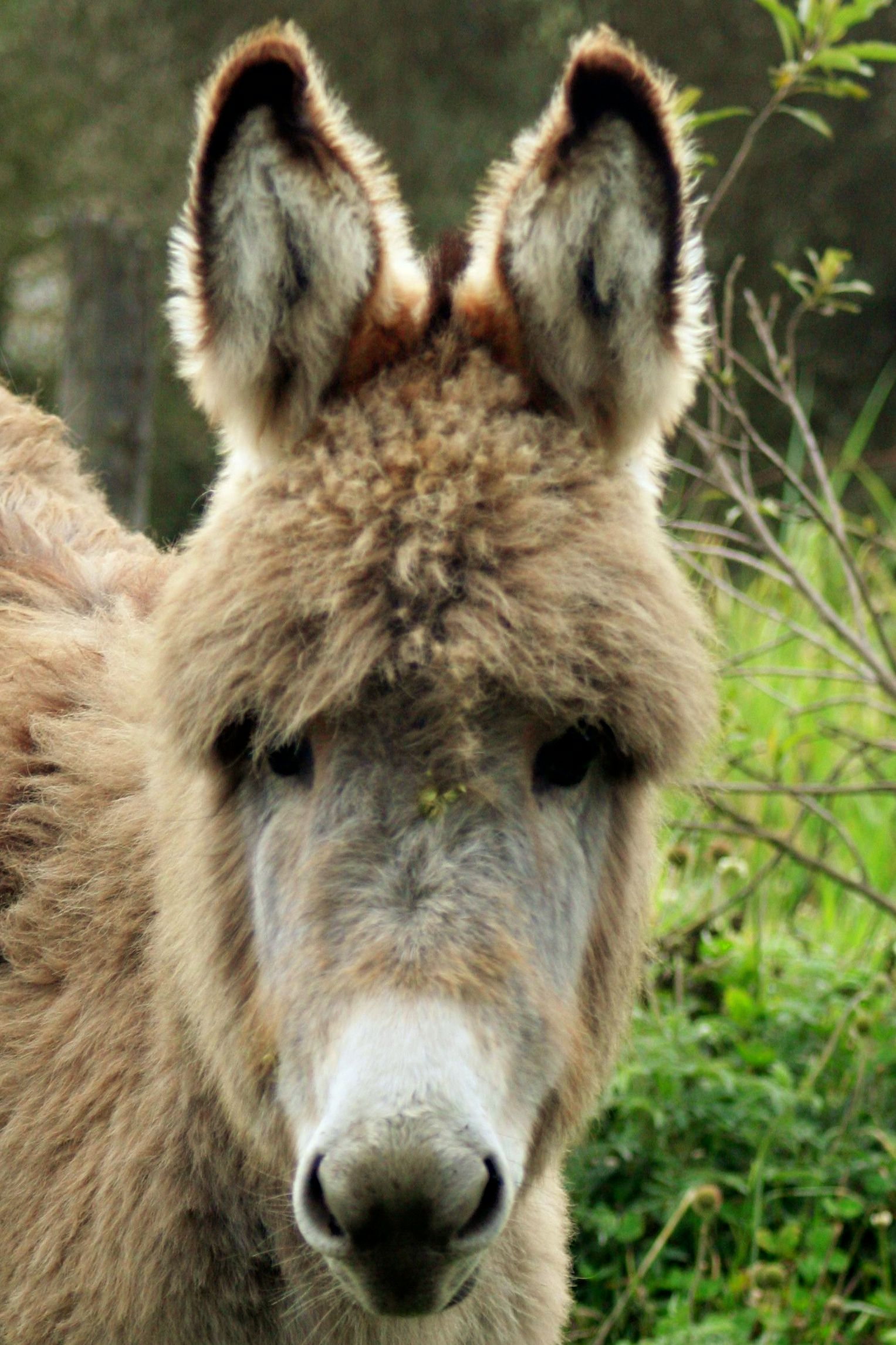
un asino lanoso del paramo

## Uso ed importanza

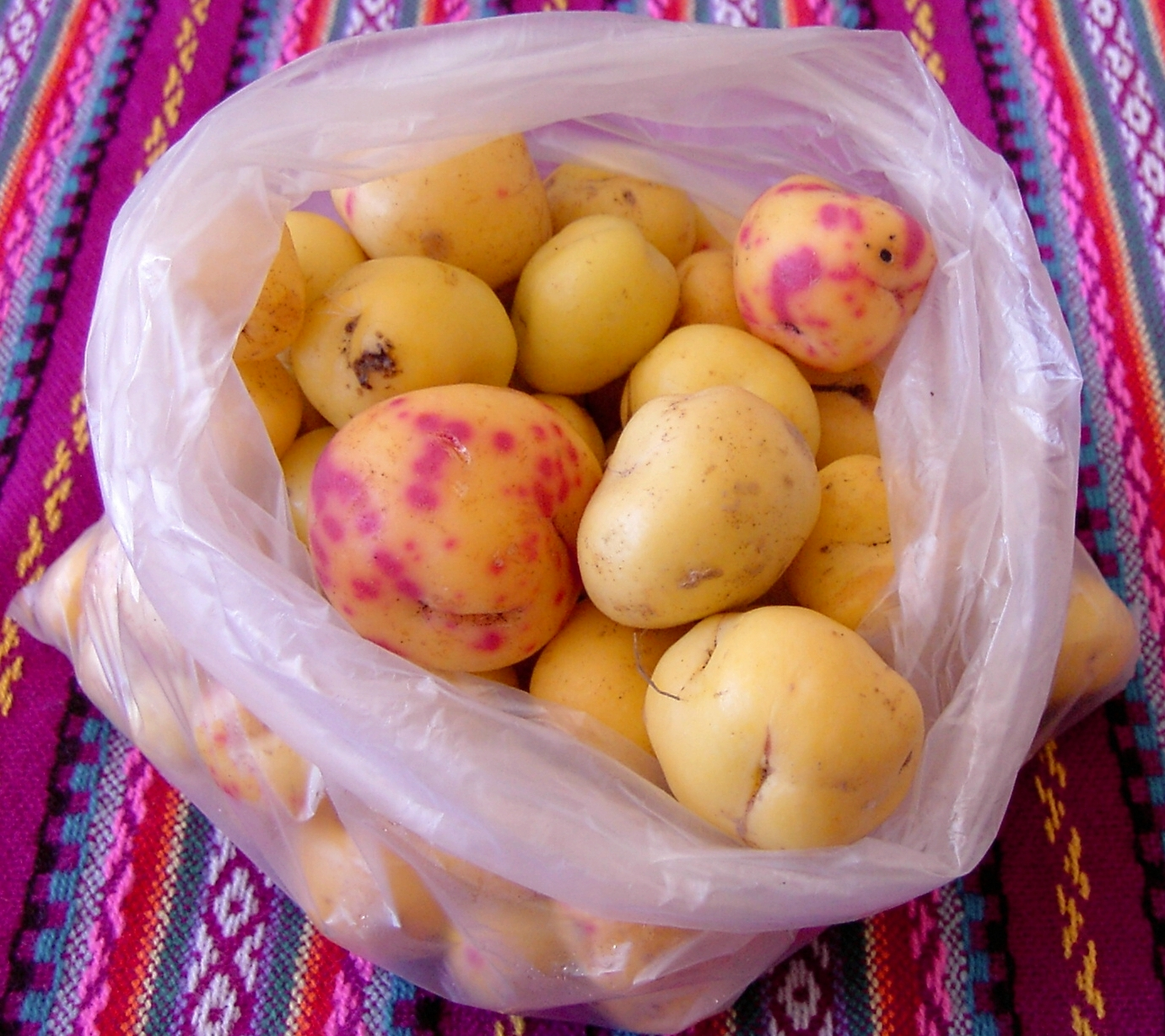
Mellocos (Ullucus tuberosus), uno dei prodotti tipici dei parami.

Sono ormai quasi 10 millenni che le popolazioni andine hanno imparato a sfruttare questo particolare ecosistema. La gente delle Ande ha usato l'ecosistema per ottenere acqua, alimenti, medicine, legna, materiali di costruzione, ecc. Tra gli alimenti, troviamo diversi tuberi andini, come il melloco od olluco (Ullucus tuberosus), l'oca (Oxalis tuberosa) e la mashua (Tropaeolum tuberosum), prodotti tipici delle zone più alte delle Ande.
I monti e le lagune sono stati parte fondamentale della religiosità andina. Il periodo che intercorre tra i conquistadores e il colonialismo spagnolo ha visto come testimone un deterioramento dell'ecosistema a causa dell'introduzione di diverse specie esotiche, tra cui pecore, cavalli e vacche. Attualmente, le lande sono abitate e sfruttate da indigeni e agricoltori, nella maggior parte popolazioni emarginate in una condizione di estrema povertà. Queste popolazioni, che costituiscono l'autentica cultura della regione desertica, sono coinvolte in un lento processo di estinzione della landa, hanno vissuto in questi luoghi per molte generazioni; ma l'impatto maggiore dell'antropizzazione del pajonal è avvenuto nelle ultime decadi, soprattutto a causa alla cattiva distribuzione delle terre che obbliga queste popolazioni a migrare ai limiti della frontiera agricola, a bruciare il pajonal, a condurre le greggi ad altezze sempre maggiori e a usare i boschetti per procurarsi la legna. A peggiorare la situazione, negli ultimi anni sono sorte delle vere e proprie piantagioni di specie legnose esotiche,  specialmente pini di Monterrey (Pinus radiata), in alcune occasioni a livello industriale, che impattano negativamente sulla fertilità del suolo e nella diversità dell'ecosistema. Molto più grave è stata la creazione di miniere a cielo aperto, che ha aggravato ulteriormente la condizione, già critica, dell'ecosistema del pajonal.

## Situazione attuale e prospettive

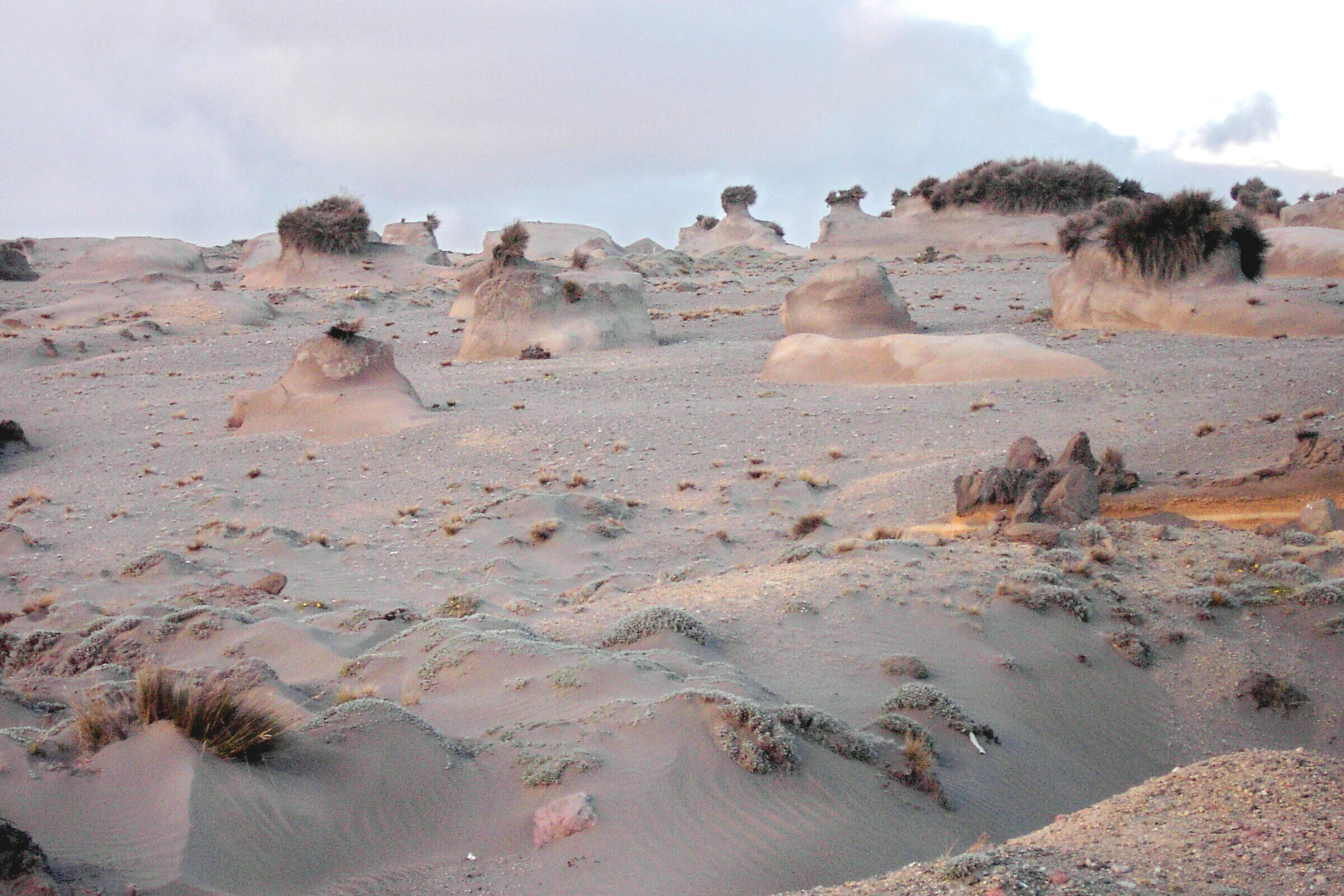
Effetti dell'erosione eolica nei parami arenosi utilizzati a pascolo, delle falde del Chimborazo, Ecuador.

Tutti questi eventi hanno dimostrato un costante ma lento deterioramento sia delle risorse del pajonal, che della qualità di vita delle popolazioni che dipendono direttamente da esso. I fruitori indiretti del pajonal sono molto numerosi e diversificati, dato che, come si è detto, la specialità di questo ecosistema è la sua notevole capacità di immagazzinare e distribuire l'acqua utilizzata per bere, irrigare e generare energia idroelettrica. I suoli delle lande sono una vera e propria "spugna naturale", ma che, a causa degli incendi e del calpestio del bestiame, man mano che passa il tempo, non è più in grado di recuperare tale proprietà. Non è esagerato affermare che le principali città andine, includendo tra queste, Mérida, Bogotà, Quito e Cajamarca, dipendono fondamentalmente dalla salute e dall'equilibrio di questo ecosistema. Anche il riscaldamento globale del pianeta colpisce il pajonal, principalmente in due modi: da una parte, la perdita della capacità di immagazinamento delle fonti dell'acqua, e dall'altra a causa del disgelo dei ghiacciai. D'altra parte, le caratteristiche dei suoi suoli dipendono dalla presenza di una bassa temperatura.

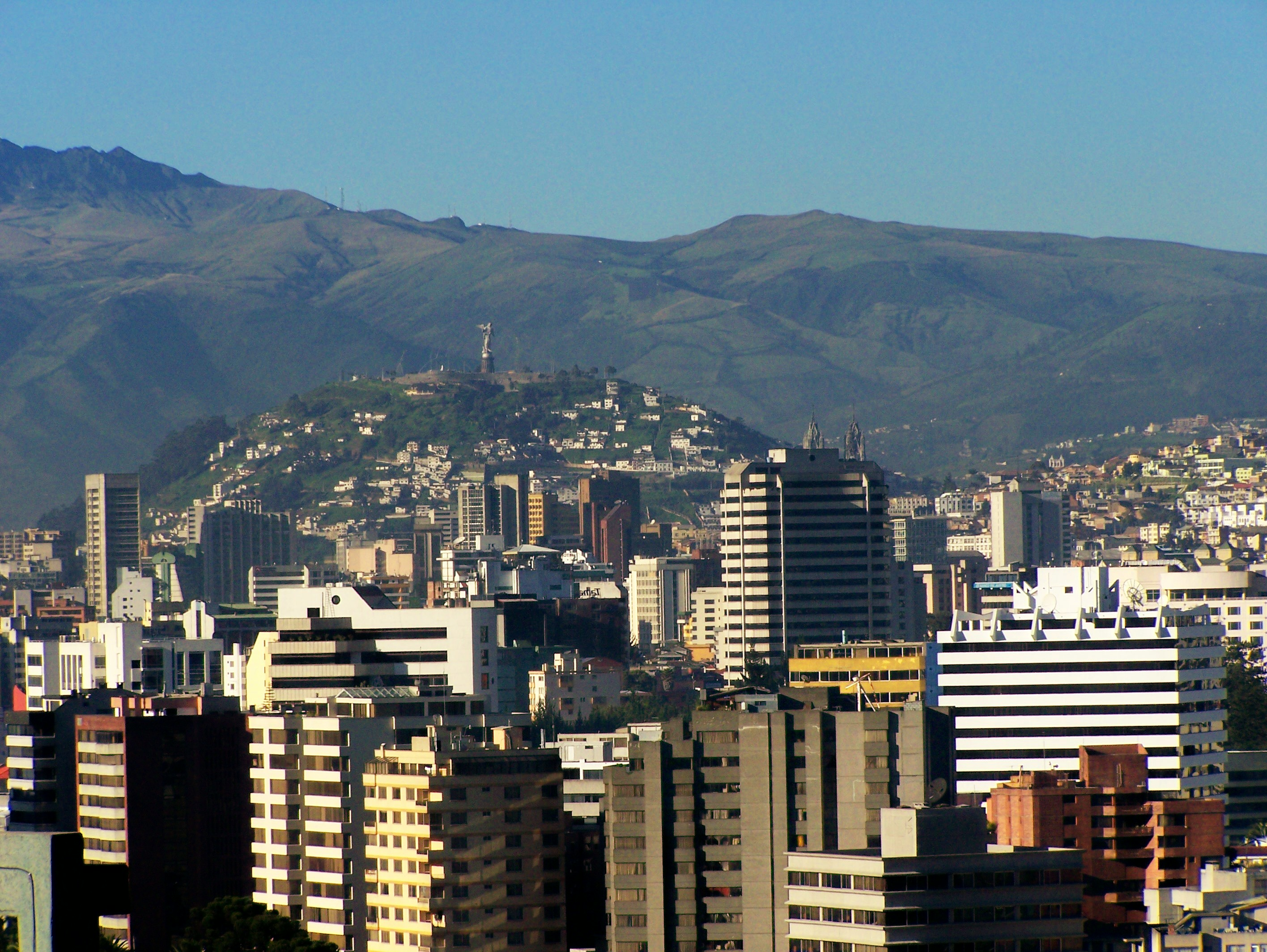
La città di Quito, in Ecuador, con i parami dell'Atacazo al fondo

Tuttavia, la mancanza di coscienza e la carenza di politiche di conservazione dell'ecosistema nel lungo periodo, fanno sì che questo ed altri, come l'immagazzinamento del carbonio nel suolo e il paesaggio, si stiano lentamente deteriorando. Ci sono sforzi che pretendono di riuscire in una gestione appropriata dell'ecosistema in situ, tentando di generare alternative economiche, attraverso la creazione di politiche adeguate e di creazione di consapevolezza nella popolazione in generale. Tuttavia, una conservazione effettiva e umana della landa avrà successo solo se si riuscirà ad attuare cambiamenti strutturali a tutti i livelli: politico, educativo e sociale.